# La Rochette-du-Buis
 La Rochette-du-Buis  es una comuna y población de Francia, en la región de Ródano-Alpes, departamento de Drôme, en el distrito de Nyons y cantón de Buis-les-Baronnies.
Está integrada en la Communauté de communes de Pays du Buis-les-Baronnies.

## Demografía
| 107 | 105 | 63 | 61 | 59 | 65 |
| Para los censos de 1962 a 1999 la población legal corresponde a la población sin duplicidades (Fuente: INSEE [Consultar]) |     |    |    |    |    |